# Chiesa di Cristo delle zolle
La chiesa di Cristo delle zolle è una chiesa seicentesca di Monopoli, nella città metropolitana di Bari.
Di forme monumentali, sorge in aperta campagna, a circa due chilometri dal centro cittadino.

## Storia
Secondo la settecentesca Istoria di Monopoli di Giuseppe Indelli, la chiesa esisteva, come chiesa rupestre già nel Cinquecento, con il titolo Sant'Angelo "del Pagliarolo" o "de Pagliarolis". Il luogo sacro era inserito in una grotta e si trovava in stato di abbandono. Nel 1651 avvenne il ritrovamento ritenuto miracoloso di un Crocifisso, a seguito del quale venne eretta a partire dal 1652 una chiesa dedicata al Crocefisso del Pagliarolo o del Pagliarulo. Venne inoltre istituito un mercato che si teneva nei giorni dal 2 al 4 di maggio.
Nel 1727 i documenti della visita pastorale di Mons. Della Gatta ne riportano l'aspetto: la chiesa presentava una cupola, sorretta da quattro archi e altari sulle pareti. Il giorno festivo era il 3 maggio.

## L'abbandono
Fino alla metà del secolo scorso, la chiesa era ancora utilizzata settimanalmente per la Messa e qualche modesta funzione religiosa. Successivamente fu completamente abbandonata, invasa dalle piante anche sul tetto e divenuta tana per serpenti, ramarri e persino un gufo reale. La cripta e la chiesa, poi, venivano periodicamente allagate da un vicino torrente, la cupola cominciava a cedere e l'intera chiesa era a rischio crollo.

## Il restauro ed il riuso

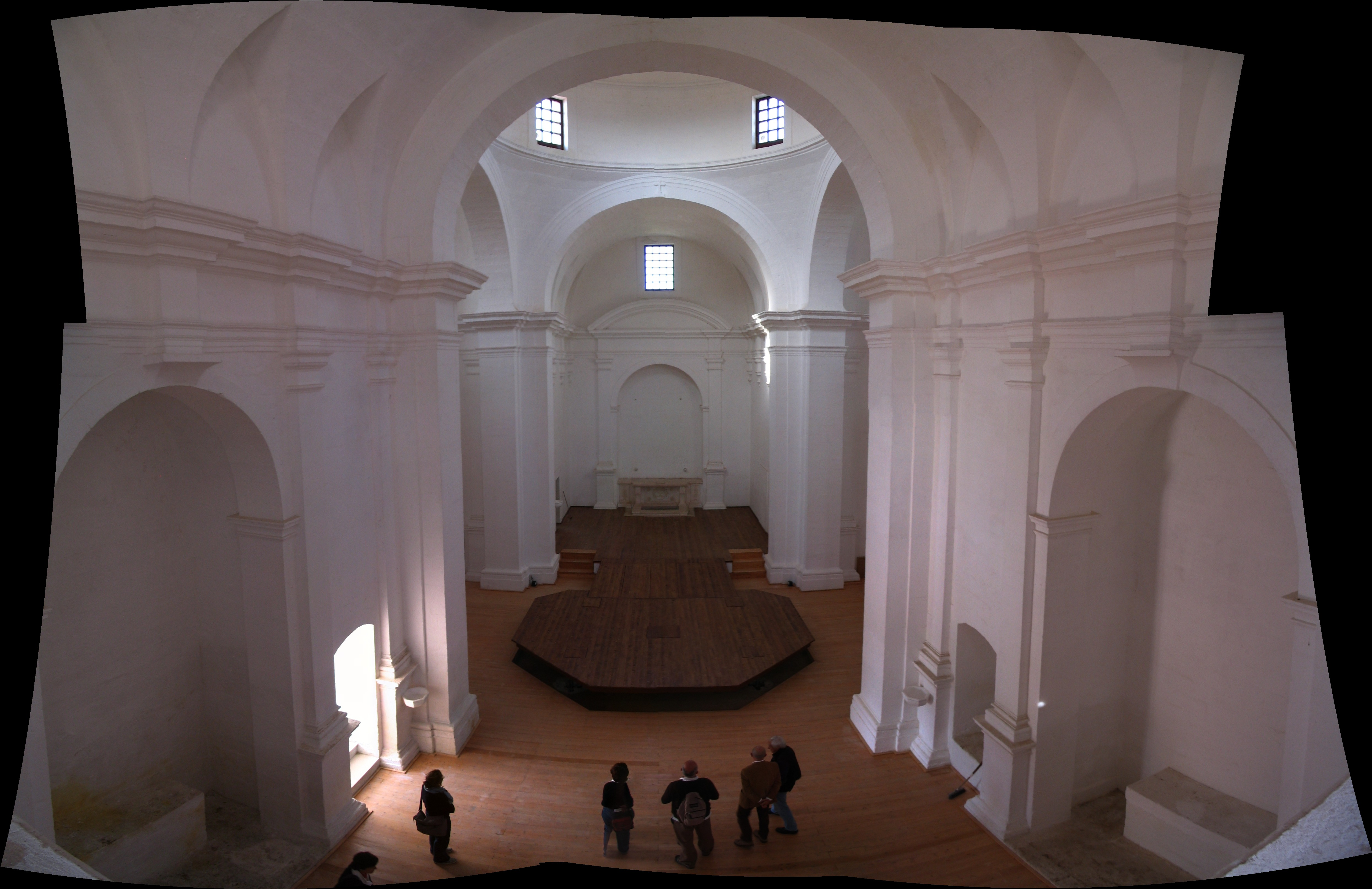
L'interno della chiesa dopo il restauro: il palcoscenico idraulico.

Tra il 2004 e il 2005 Francesco Pertosa, proprietario del complesso monumentale, realizzò a proprie spese la messa in sicurezza e un restauro di massima della chiesa.
Nell'agosto del 2009 il Comune di Monopoli, con finanziamenti della Regione Puglia, progetto e Direzione Lavori dell'Arch. Domenico Capitanio, completò il restauro e realizzò il riuso del complesso monumentale, come spazio teatrale a "geometria variabile". L'interno è servito da un palcoscenico idraulico incassato nel pavimento, al centro sotto la cupola, che nel sollevarsi trascina una piattaforma di raccordo, incernierata alla retrostante e sopraelevata zona absidale. Questa soluzione permette l'utilizzo dello spazio interno, sia come teatro ottocentesco (attori nella zona absidale più alta con pubblico di fronte) che come teatro d'avanguardia (attori sulla piattaforma centrale collegata all'abside, con la possibilità di altezze variabili, col pubblico tutto intorno). La zona esterna è concepita come un teatro romano classico con gli attori che escono dalla porta della chiesa, la cui facciata costituisce la "scena" del teatro e il pubblico è posto di fronte a semicerchio.
La chiesa, tuttavia, non ospita da anni nessuna rappresentazione teatrale.

## Galleria d'immagini

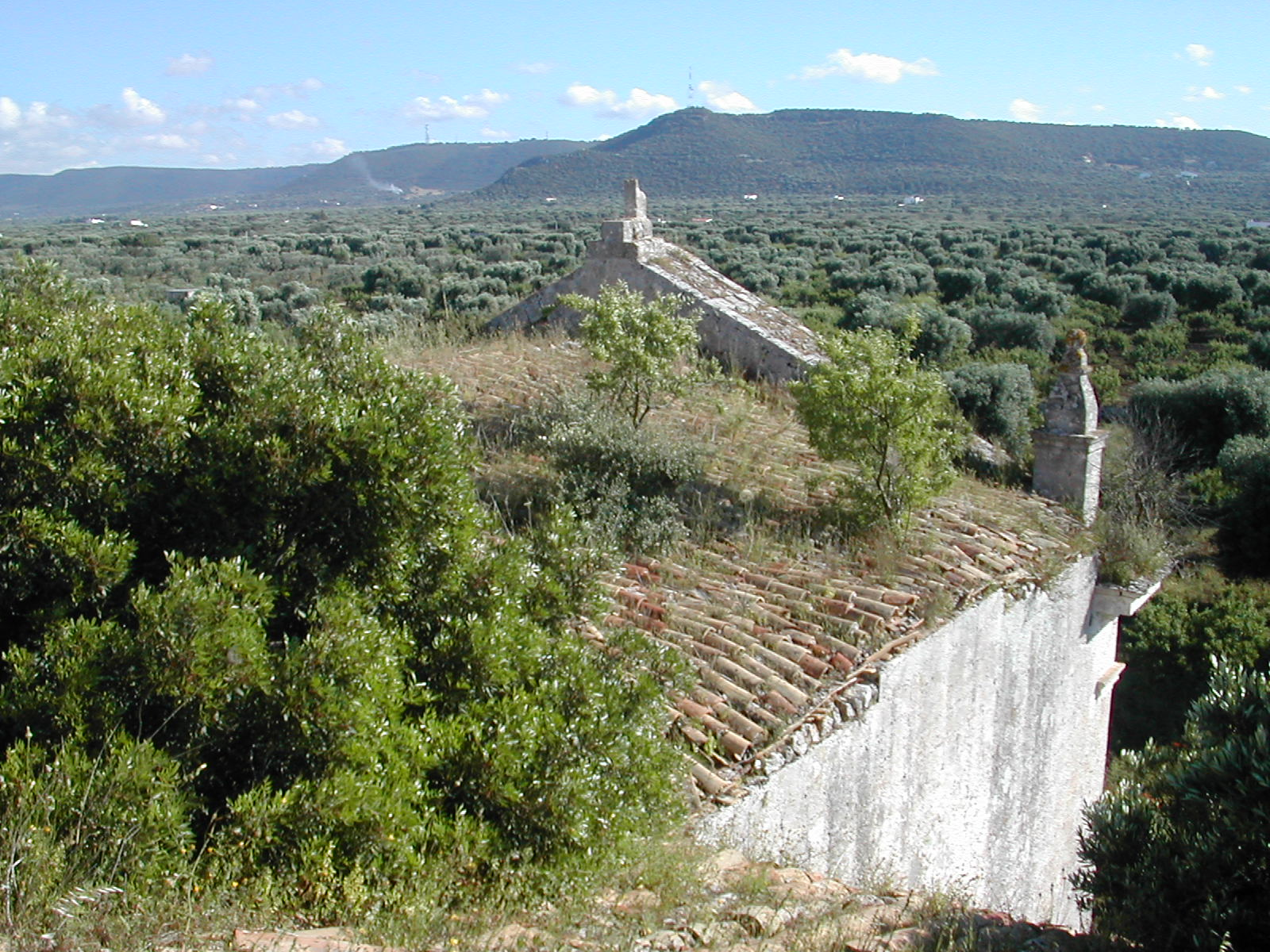
Coperture della chiesa prima dei restauri del 2004
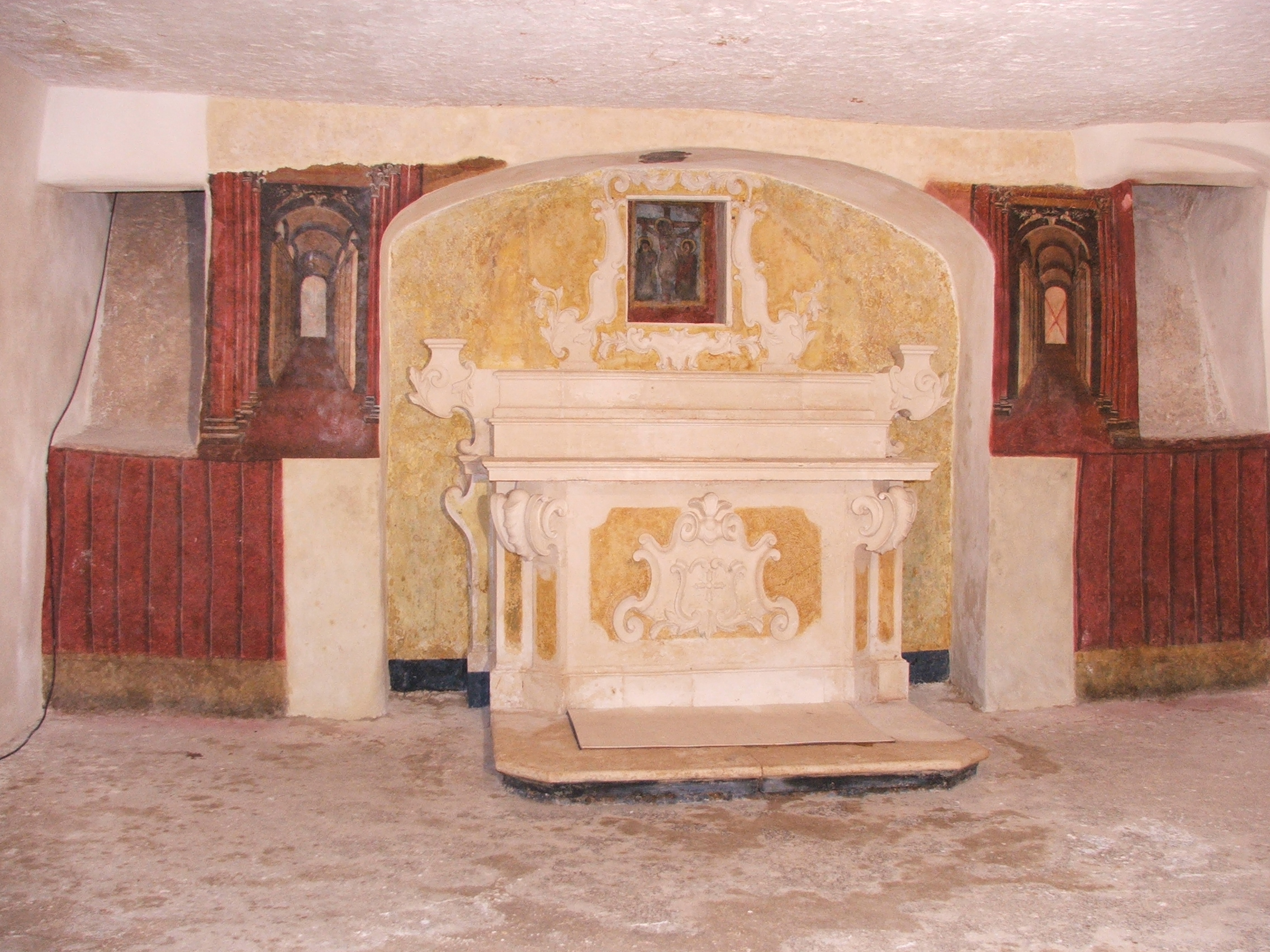
La cripta restaurata
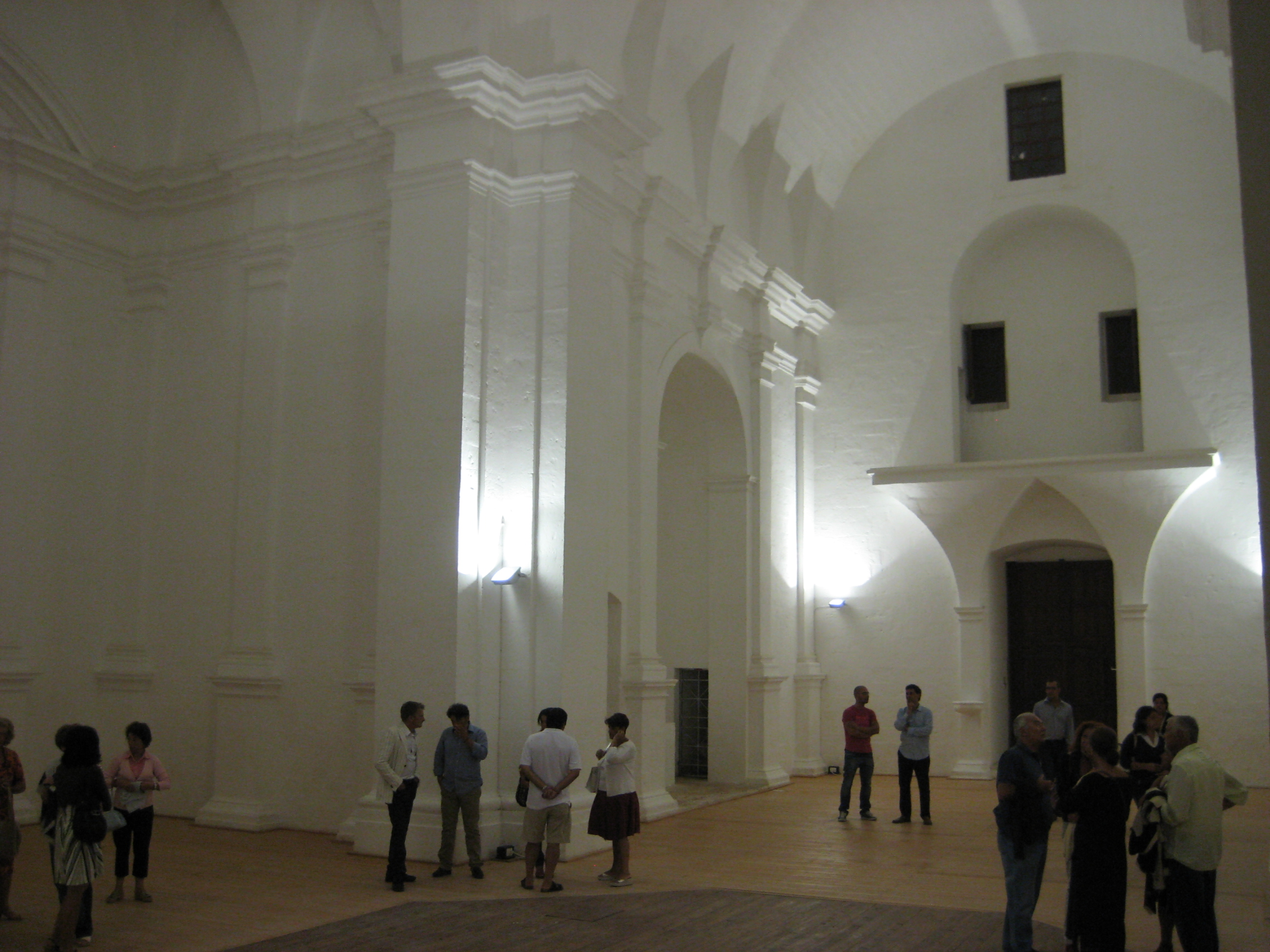
L'interno della chiesa dopo il restauro.
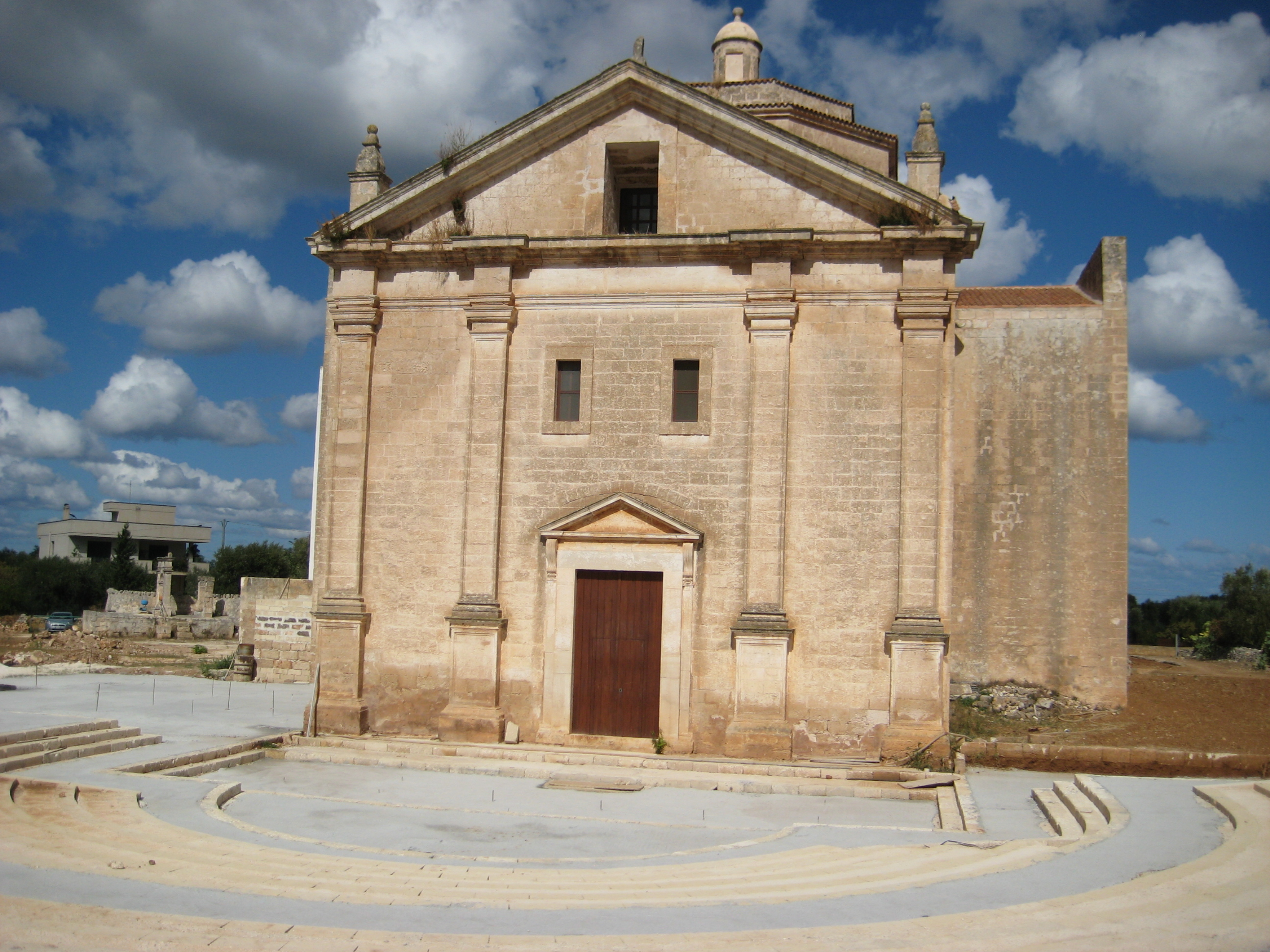
La facciata della chiesa e lo spazio teatrale classico.

### Dall'Archivio Diocesano
- Visita pastorale di Mons. Della Gatta del 1727 conservati presso l'Archivio Unico Diocesano di Monopoli